# Kerry Bond
Kerry Bond (né le 18 juillet 1945 à Sudbury, dans la province de l'Ontario au Canada et mort le 7 décembre 2018 à Sun City, dans l'état de l'Arizona) est un joueur de hockey sur glace. Il évoluait au poste d'ailier gauche.

## Biographie

### Carrière junior
Kerry commence sa carrière de hockeyeur avec les Petes de Peterborough dans la Ligue de hockey de l'Ontario (LHO), lors de la saison 1962-1963.
La saison suivante, il évolue pour les Canadien junior de Montréal, toujours dans la LHO. En 1964-1965, il dispute le championnat de la Ligue de hockey junior du nord de l'Ontario (LHJNO), avec le club de sa ville natale, les Cub-Wolves de Sudbury.
Il commence la saison suivante avec les Cub-Wolves. Après cinq matchs, il intègre la filière junior des Black Hawks de Chicago et retrouve la LHO avec les Black Hawks de Saint Catharines. Montrant de belles aptitudes, il obtient même de disputer les séries éliminatoires avec les Braves de Saint-Louis, une équipe évoluant dans un championnat professionnel, la Ligue centrale professionnelle de hockey (LCPH).

### Début professionnel
Lors de la saison 1966-1967, il commence officiellement sa carrière professionnelle. Il dispute la saison avec les Checkers de Columbus dans la Ligue internationale de hockey (LIH). Comptabilisant septante-quatre points, il est désigné joueur recrue du championnat et obtient le trophée Garry-F.-Longman. l'équipe étant exclue des séries éliminatoires, les Black Hawks l'assigne à un autre club, les Buckaroos de Portland, évoluant dans la Western Hockey League (WHL).
de 1967 à 1970, il évolue dans la LCPH, avec les Black Hawks de Dallas. Il développe un style de hockey physique, comme le prouve ses 215 minutes de pénalité en 177 rencontres. Lors de la saison 1968-1969, il remporte la Coupe Adams.

### Ligues mineures
Lors de la saison 1970-1971, il quitte l'organisation des Black Hawks et s'exile en WHL. Il signe un contrat avec les Spurs de Denver pour une saison. Puis pour la saison suivante, il porte les couleurs des Roadrunners de Phoenix.
En 1972-1973, il revient sur la côte Est du continent nord américain et dispute le championnat de la Ligue américaine de hockey (LAH), d'abord dans l'effectif des Braves de Boston, puis dans celui des Nighthawks de New Haven.
Lors de la saison 1973-1974, il retourne en Arizona et commznce la saison avec les Roadrunners. Ces derniers l'échangent après neuf parties aux Gulls de San Diego.

### l'Association mondiale de hockey
Pour la saison 1974-1975, il reçoit une offre de contrat dans la prestigieuse Association mondiale de hockey (AMH). Il évolue donc cette saison pour les Racers d'Indianapolis.
Bien qu'auteur d'une saison correcte, il se voit relégué dans le club affilié en North American Hockey League (NAHL) pour le championnat de 1975-1976, les Comets de Mohawk Valley. Il dispute deux saisons avec eux.
Pour la saison 1977-1978, il s'engage à nouveau avec les Roadrunner de Phoenix, mais ce coup ci dans le championnat de Pacific Hockey League (PHL). Il met un terme à sa carrière à la fin de cette saison.

## Statistiques
| Saison     | Équipe                          | Ligue      |    | Saison régulière | Saison régulière | Saison régulière | Saison régulière | Saison régulière |   | Séries éliminatoires | Séries éliminatoires | Séries éliminatoires | Séries éliminatoires | Séries éliminatoires |
| Saison     | Équipe                          | Ligue      | PJ | B                | A                | Pts              | Pun              | PJ               | B | A                    | Pts                  | Pun                  |                      |                      |
| 1962-1963  | Petes de Peterborough           | LHO        | 27 | 3                | 6                | 9                | 0                | -                | - | -                    | -                    | -                    |                      |                      |
| 1963-1964  | Canadien junior de Montréal     | LHO        | 3  | 0                | 0                | 0                | 0                | -                | - | -                    | -                    | -                    |                      |                      |
| 1964-1965  | Cub-Wolves de Sudbury           | LHJNO      | 26 | 16               | 23               | 39               | 199              | -                | - | -                    | -                    | -                    |                      |                      |
| 1965-1966  | Cub-Wolves de Sudbury           | LHJNO      | 5  | 4                | 6                | 10               | 28               | -                | - | -                    | -                    | -                    |                      |                      |
| 1965-1966  | Black Hawks de Saint Catharines | LHO        | 41 | 2                | 21               | 41               | 156              | -                | - | -                    | -                    | -                    |                      |                      |
| 1965-1966  | Braves de Saint-Louis           | LCPH       | -  | -                | -                | -                | -                | 3                | 0 | 0                    | 0                    | 0                    |                      |                      |
| 1966-1967  | Checkers de Columbus            | LIH        | 66 | 36               | 38               | 74               | 183              | -                | - | -                    | -                    | -                    |                      |                      |
| 1966-1967  | Braves de Saint-Louis           | LCPH       | 1  | 1                | 0                | 1                | 0                | -                | - | -                    | -                    | -                    |                      |                      |
| 1966-1967  | Buckaroos de Portland           | WHL        | -  | -                | -                | -                | -                | 2                | 0 | 0                    | 0                    | 0                    |                      |                      |
| 1967-1968  | Black Hawks de Dallas           | LCPH       | 57 | 11               | 15               | 26               | 63               | 4                | 2 | 1                    | 3                    | 24                   |                      |                      |
| 1968-1969  | Black Hawks de Dallas           | LCH        | 51 | 10               | 21               | 31               | 60               | 11               | 3 | 4                    | 7                    | 16                   |                      |                      |
| 1969-1970  | Black Hawks de Dallas           | LCH        | 69 | 20               | 27               | 47               | 92               | -                | - | -                    | -                    | -                    |                      |                      |
| 1970-1971  | Spurs de Denver                 | WHL        | 59 | 19               | 11               | 30               | 46               | 5                | 1 | 1                    | 2                    | 15                   |                      |                      |
| 1971-1972  | Roadrunners de Phoenix          | WHL        | 60 | 20               | 11               | 31               | 96               | 6                | 1 | 0                    | 1                    | 6                    |                      |                      |
| 1972-1973  | Braves de Boston                | LAH        | 3  | 0                | 1                | 1                | 6                | -                | - | -                    | -                    | -                    |                      |                      |
| 1972-1973  | Nighthawks de New Haven         | LAH        | 64 | 19               | 17               | 36               | 65               | -                | - | -                    | -                    | -                    |                      |                      |
| 1973-1974  | Roadrunners de Phoenix          | WHL        | 9  | 3                | 4                | 7                | 7                | -                | - | -                    | -                    | -                    |                      |                      |
| 1973-1974  | Gulls de San Diego              | WHL        | 65 | 32               | 31               | 63               | 63               | 4                | 1 | 2                    | 3                    | 8                    |                      |                      |
| 1974-1975  | Racers d'Indianapolis           | AMH        | 71 | 22               | 15               | 37               | 23               | -                | - | -                    | -                    | -                    |                      |                      |
| 1975-1976  | Comets de Mohawk Valley         | NAHL       | 55 | 18               | 23               | 41               | 105              | -                | - | -                    | -                    | -                    |                      |                      |
| 1975-1976  | Racers d'Indianapolis           | AMH        | 15 | 2                | 0                | 2                | 9                | 7                | 1 | 0                    | 1                    | 11                   |                      |                      |
| 1976-1977  | Comets de Mohawk Valley         | NAHL       | 51 | 20               | 35               | 55               | 66               | -                | - | -                    | -                    | -                    |                      |                      |
| 1977-1978  | Roadrunners de Phoenix          | PHL        | 37 | 3                | 15               | 18               | 72               | -                | - | -                    | -                    | -                    |                      |                      |
| Totaux AMH | Totaux AMH                      | Totaux AMH | 86 | 24               | 15               | 39               | 32               | 7                | 1 | 0                    | 1                    | 11                   |                      |                      |

## Récompenses
- 1966-1967 : vainqueur du trophée Garry-F.-Longman en tant que meilleur recrue de la Ligue internationale de hockey (LIH)[2].
- 1968-1969 : remporte la Coupe Adams avec les Black Hawks de Dallas[3].